# Texas County (Missouri)
Texas County is een county in de Amerikaanse staat Missouri.
De county heeft een landoppervlakte van 3.052 km² en telt 23.003 inwoners (volkstelling 2000). De hoofdplaats is Houston.